# Lewis Price
Lewis Peter Price (Bournemouth, 19 luglio 1984) è un allenatore di calcio ed ex calciatore gallese con cittadinanza inglese, preparatore dei portieri del MK Dons.